# Voo Ansett-ANA 149
O voo 149 da Ansett-ANA caiu perto de Winton, em Queensland, Austrália, em 22 de setembro de 1966, matando todos a bordo. A aeronave Vickers Viscount partiu de Mount Isa, Queensland, Austrália, para um voo de 73 minutos para Longreach. Quarenta e quatro minutos após a decolagem, um incêndio começou em um dos motores. A tripulação não conseguiu extinguir o fogo ou emplumar a hélice, então fez uma descida de emergência com a intenção de pousar em Winton, uma pequena cidade ao longo da rota. O fogo se espalhou para o tanque de combustível e enfraqueceu a estrutura da asa, de modo que grande parte da asa esquerda se soltou e a aeronave caiu. Todos os vinte e quatro ocupantes morreram. O acidente continua sendo o quinto pior da história da aviação civil da Austrália.